# Mezihoří (Blatno)
Mezihoří (dříve Gerštorf, německy Gersdorf) je vesnice v Krušných horách v okrese Chomutov. Stojí asi devět kilometrů severozápadně od Chomutova v nadmořské výšce okolo 745 metrů. Byla založena v roce 1577. Zpočátku patřilo k červenohrádeckému panství, ale později bylo převedeno k Ahníkovu. Hlavním zdrojem obživy obyvatel byl zejména chov dobytka, práce v lese a drobná domácí výroba dřevěného zboží. V první polovině dvacátého století se Mezihoří stalo samostatnou obcí, ale od roku 1951 je částí obce Blatno.

## Název
Původní název vesnice Gersdorf byl odvozen z přídomku zakladatele, kterým byl August z Gersdorfu. V historických pramenech se jméno vesnice vyskytuje ve tvarech: Görssdorff (1623) nebo Gersdorf (1787 a 1846). Jméno Mezihoří bylo stanoveno až vyhláškou ministerstva vnitra ze dne 25. dubna 1952.

## Historie

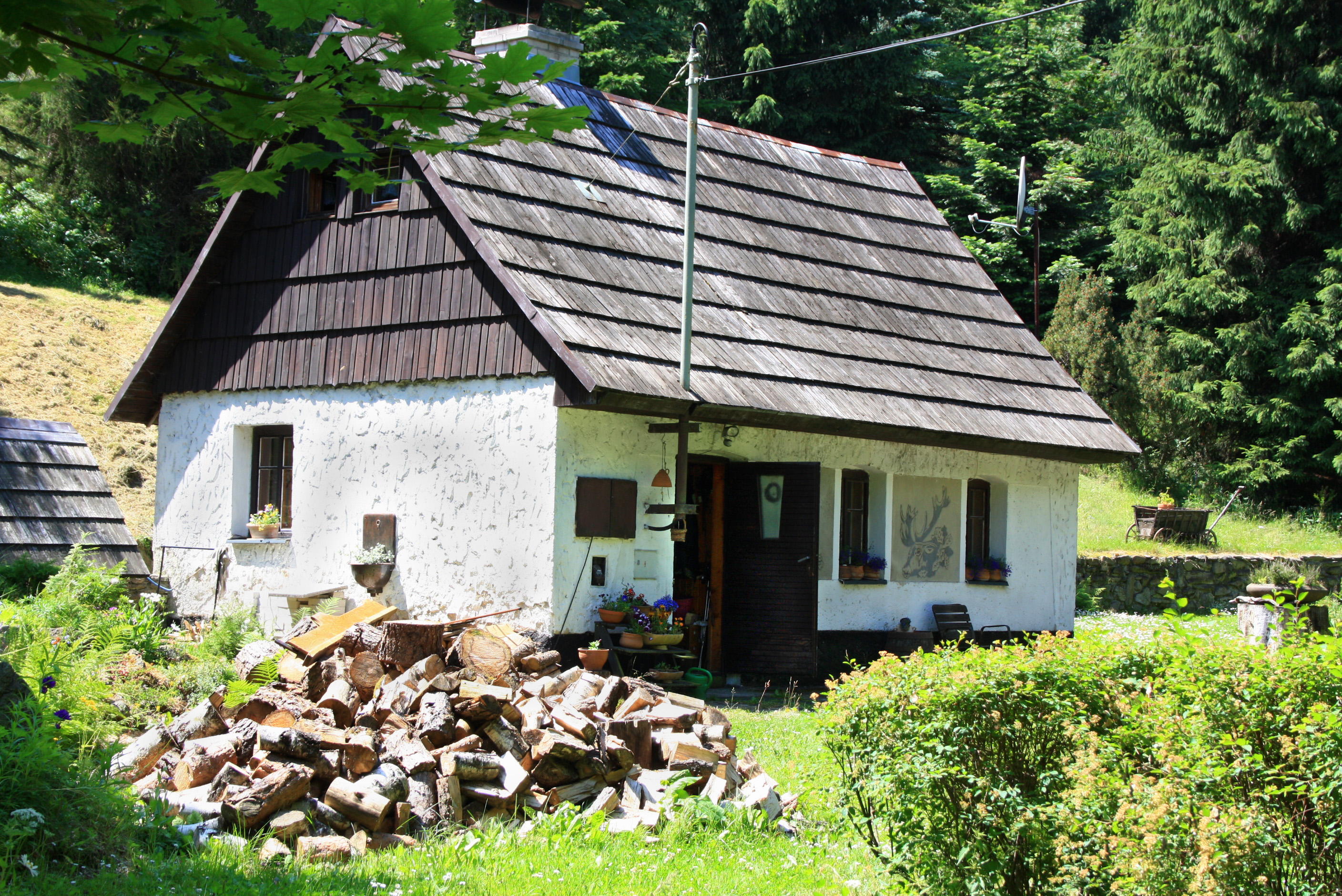
Dům v dolní části vesnice

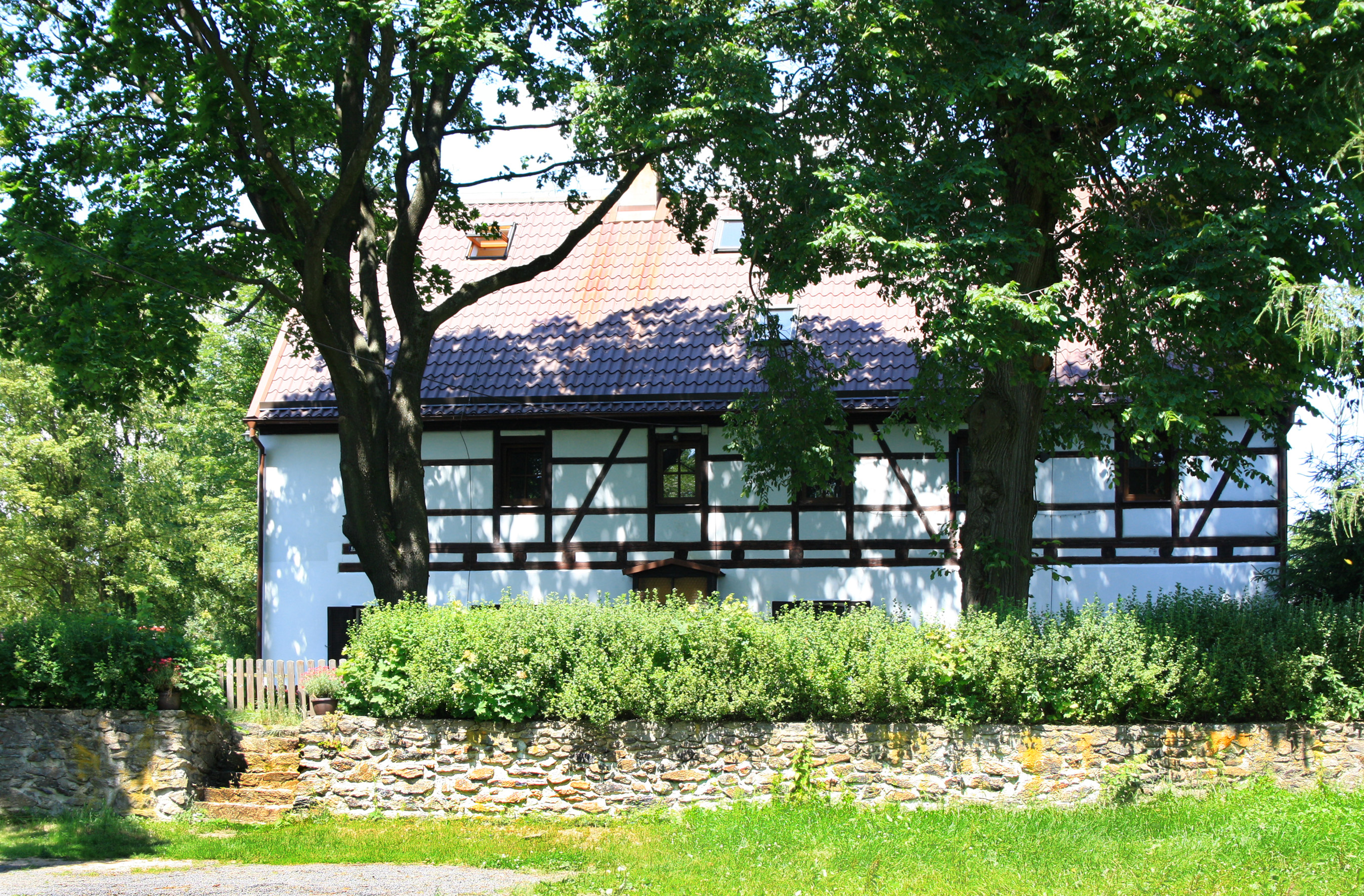
Dům v horní části vesnice

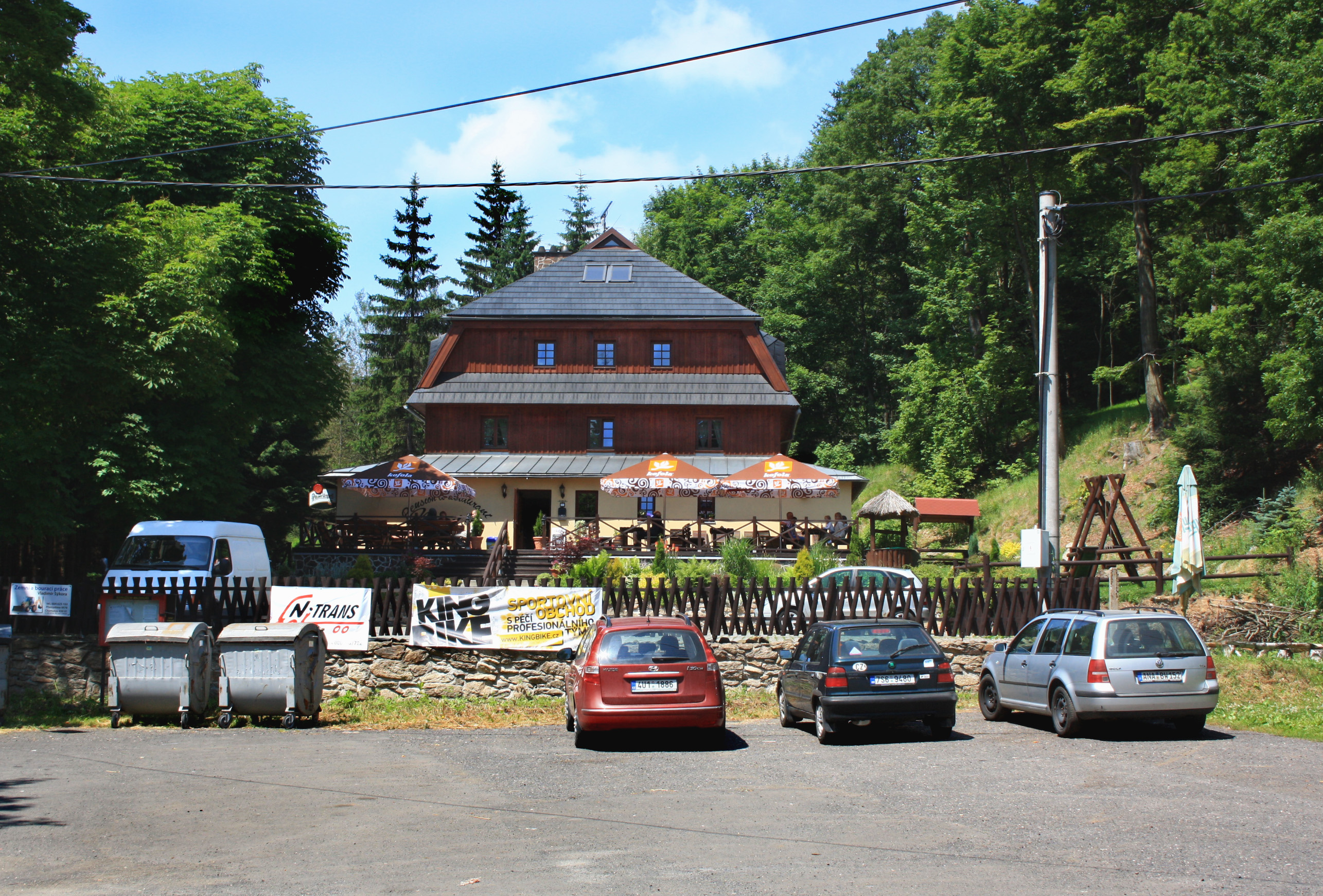
Penzion s restaurací vyhořel v roce 2016.

Mezihoří bylo založeno 10. září 1577 novým majitelem červenohrádeckého panství, kterým se stal August z Gersdorfu. V zakládací listině je uvedeno prvních patnáct obyvatel, z nichž každý dostal k obhospodařování pozemek o velikosti padesát dílů. Jeden díl představoval čtverec o hraně osmnáct sáhů, tj. asi 1027 m².
Již v roce 1578 se majitelem panství stal Bohuslav Felix Hasištejnský z Lobkovic, po kterém je převzal jeho syn Bohuslav Jáchym Hasištejnský z Lobkovic. Bohuslav po smrti své manželky vyměnil rozsáhlé chomutovské panství s Jiřím Popelem z Lobkovic, kterému patřilo až do jeho mocenského pádu v roce 1594, kdy mu byl zkonfiskován veškerý majetek. Rozsáhlý majetek byl po částech rozprodán. Mezihoří koupil Linhart ze Štampachu, a připojil ho k ahníkovskému panství, ale za Linhartova syna Jana Jindřicha ze Štampachu bylo převedeno k Březnu. Po potlačení českého stavovského povstání mu byl majetek zabaven, a do zástavy jej získal hrabě Jaroslav Bořita z Martinic, od kterého ho koupil jeho zeť Florián Žďárský ze Žďáru. Jaroslav Bořita mezitím výhodně nakoupil řadu zkonfiskovaných statků, a vytvořil rozsáhlé panství Ahníkov–Prunéřov, ke kterému později připojil také Březno s Mezihořím. Součástí ahníkovského panství Mezihoří zůstalo až do roku 1850.
Podle Berní ruly z roku 1654 bylo Mezihoří ve špatném stavu a obyvatelé se živili především chovem dobytka. Žilo zde patnáct chalupníků, kterým dohromady patřilo 22 potahů, 29 krav, deset jalovic a šest koz. Podle popisu z roku 1794 měla vesnice 27 domů se 147 obyvateli, k jejichž robotním povinnostem patřila práce o žních v Boleboři a u dvora ve Vičicích. Kromě toho museli za malou odměnu pracovat v lese. V osmnáctém století se rozšířilo pěstování a předení lnu. Ve vesnici byl mlýn a olejna se čtyřmi stoupami. Jedinými řemeslníky byli dva tesaři a tři dřevorubci. Během devatenáctého století si většina obyvatel přivydělávala výrobou dřevěných hraček a zboží pro domácnost. Od roku 1865 pracovaly desítky domácích výrobců pro hračkářskou firmu Daniela Strechy. Z této doby se v Mezihoří zachoval unikátní hračkářský soustruh. Kromě toho bylo významným zdrojem příjmů zpracování mléka a prodej mléčných výrobků v Chomutově. V roce 1860 vznikl další mlýn s pilou, která fungovala až do roku 1910. Třetím mlýnem byl Griesselmühle, jehož budovy se částečně dochovaly pod zaniklým rybníkem u silnice do Kalku. Postupně byl upraven na výrobu třísla, oleje a šindelů.
V devatenáctém století se začal rozvíjet cestovní ruch, a v létě do Mezihoří přijíždělo mnoho lidí na letní byt. Německý spolek Naturfreunde ve vesnici vybudoval turistickou chatu, ke které vedlo několik turisticky značených cest. Chata byla po roce 1945 upravena na hostinec, později na rekreační chatu Hygie, ale v roce 1998 byla zbořena. Zpracování dřeva a výroba hraček zanikla v období druhé světové války, před kterou ve vesnici fungovaly tři hostince, řeznictví, obchod, dvě trafiky a řemeslo provozovali čtyři truhláři, tesař a kovář.

## Přírodní poměry

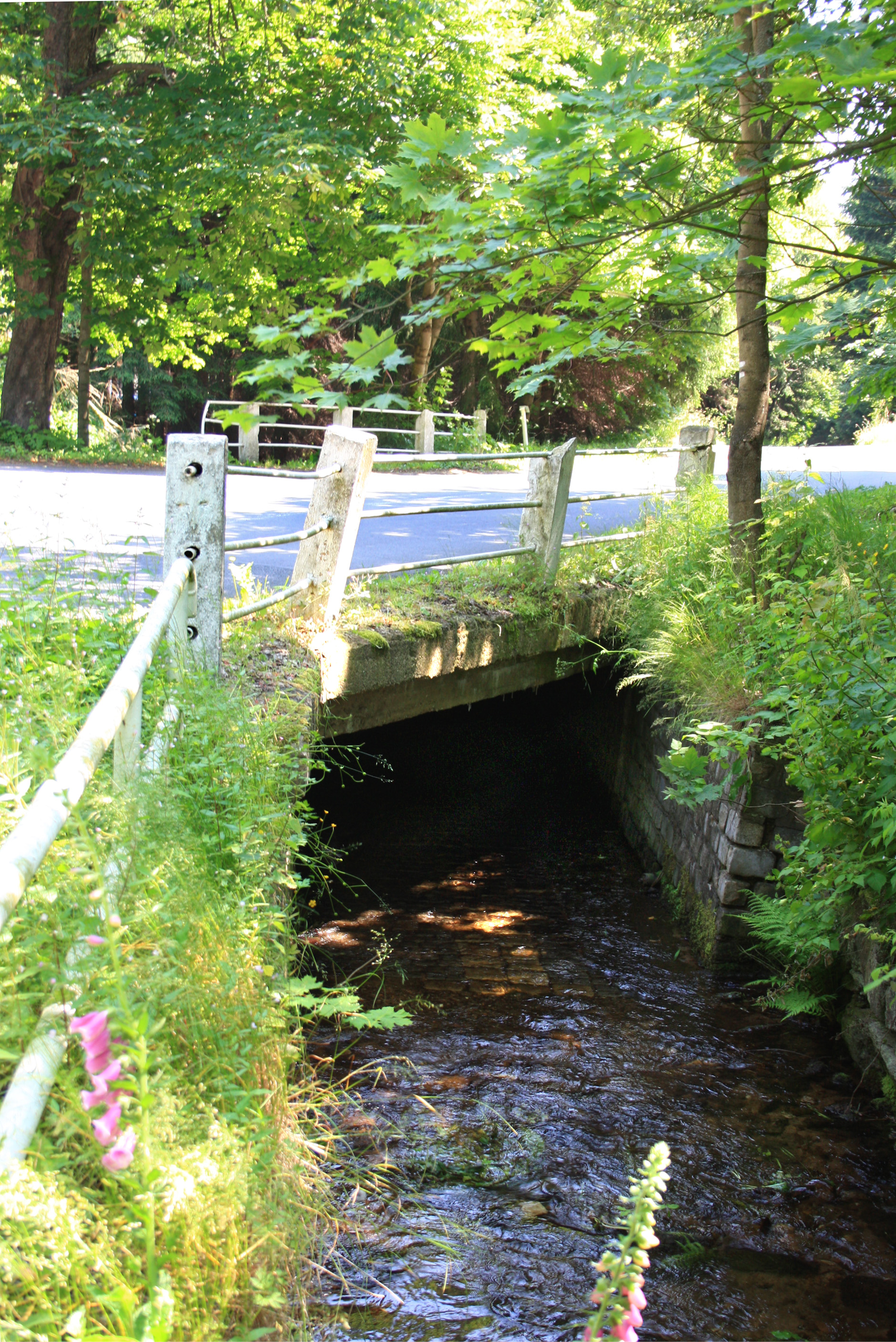
Říčka Bílina

Mezihoří stojí v jižní části katastrálního území Mezihoří u Chomutova o rozloze 3,37 km² v Ústeckém kraji asi tři kilometry severně od Blatna a devět kilometrů severozápadně od Chomutova. Katastrální území zaujímá vrcholovou část Mezihořského vrchu a jeho jižní svahy. Na jihozápadě je vymezeno tokem řeky Bíliny.
Geologické podloží tvoří předvariské intruzivní horniny a horniny neznámého stáří, které jsou často deformované a metamorfované. Zastupují je různé druhy metagranitů až metagranodioritů a ortoruly. Vyskytují se ve vrcholové části Mezihořského vrchu a v místech, na kterých stojí vesnice. Oblast mezi nimi protíná přibližně ve směru západ–východ pás prekambrických hornin zastoupených dvojslídnými a biotitickými rulami.
V geomorfologickém členění Česka oblast leží v geomorfologickém celku Krušné hory, podcelku Loučenská hornatina a okrsku Rudolická hornatina, která na jihozápadě v údolí Bíliny hraničí s Přísečnickou hornatinou a v nejjižnější části také s Bolebořskou vrchovinou. Nejvyšším bodem je vrchol Mezihořského vrchu s nadmořskou výškou 916 metrů, který se nachází severovýchodně od vesnice. Naopak nejnižší bod leží v údolí Bíliny přibližně ve výšce 625 metrů. Zástavba vesnice je rozptýlená na jihovýchodním úbočí vrchu Homolka ve výškách 665–790 metrů.
Z půdních typů se vyskytuje pouze podzol kambický. Jediným významnějším vodním tokem je Bílina s řadou drobných bezejmenných přítoků.

## Obyvatelstvo
Při sčítání lidu v roce 1921 zde žilo 183 obyvatel (z toho 89 mužů) německé národnosti, kteří byli římskými katolíky. Podle sčítání lidu z roku 1930 měla vesnice 177 obyvatel. Národnostní ani náboženská skladba se nezměnila.
|                                                                      | 1869 | 1880 | 1890 | 1900 | 1910 | 1921 | 1930 | 1950 | 1961 | 1970 | 1980 | 1991 | 2001 | 2011 | 2021 |
| -------------------------------------------------------------------- | ---- | ---- | ---- | ---- | ---- | ---- | ---- | ---- | ---- | ---- | ---- | ---- | ---- | ---- | ---- |
| Obyvatelé                                                            | 202  | 200  | 192  | 223  | 194  | 183  | 177  | 19   | 21   | 7    | 7    | 10   | 20   | 35   | 49   |
| Domy                                                                 | 30   | 31   | 33   | 36   | 37   | 37   | 39   | 8    | —    | 2    | 2    | 2    | 8    | 7    | 11   |
| Počet domů z roku 1961 je zahrnut v celkovém počtu domů obce Blatno. |      |      |      |      |      |      |      |      |      |      |      |      |      |      |      |

## Obecní správa
Mezihoří je částí obce Blatno, ke kterému bylo připojeno v roce 1951. Po zrušení poddanství bylo v roce 1869 uváděno jako osada obce Boleboř, ale při sčítání lidu v letech 1880–1930 se stalo samostatnou obcí.
Při volbách do obecních zastupitelstev konaných 22. května 1938 v Mezihoří žilo 105 voličů. Volby však neproběhly, protože kandidátní listinu podala pouze Sudetoněmecká strana, která se tak automaticky stala vítězem voleb.

## Doprava
Mezihoří leží nad křižovatkou silnic třetí třídy č. III/2521 z Chomutova do Mezihoří a č. III/25211 z Boleboře do Kalku, ale do samotné vesnice vede pouze nečíslovaná účelová komunikace. U křižovatky silnic stojí zastávka autobusové linkové dopravy. Nejbližší pravidelně obsluhované železniční stanice se nachází v Chomutově nebo v Jirkově. Mezihořím vede modře značená turistická trasa z Boleboře do Zákoutí a zeleně značená trasa z Bezručova údolí do Hory Svaté Kateřiny. Po silnici z Blatna do Kalku je značena cyklotrasa č. 3077.

## Společnost

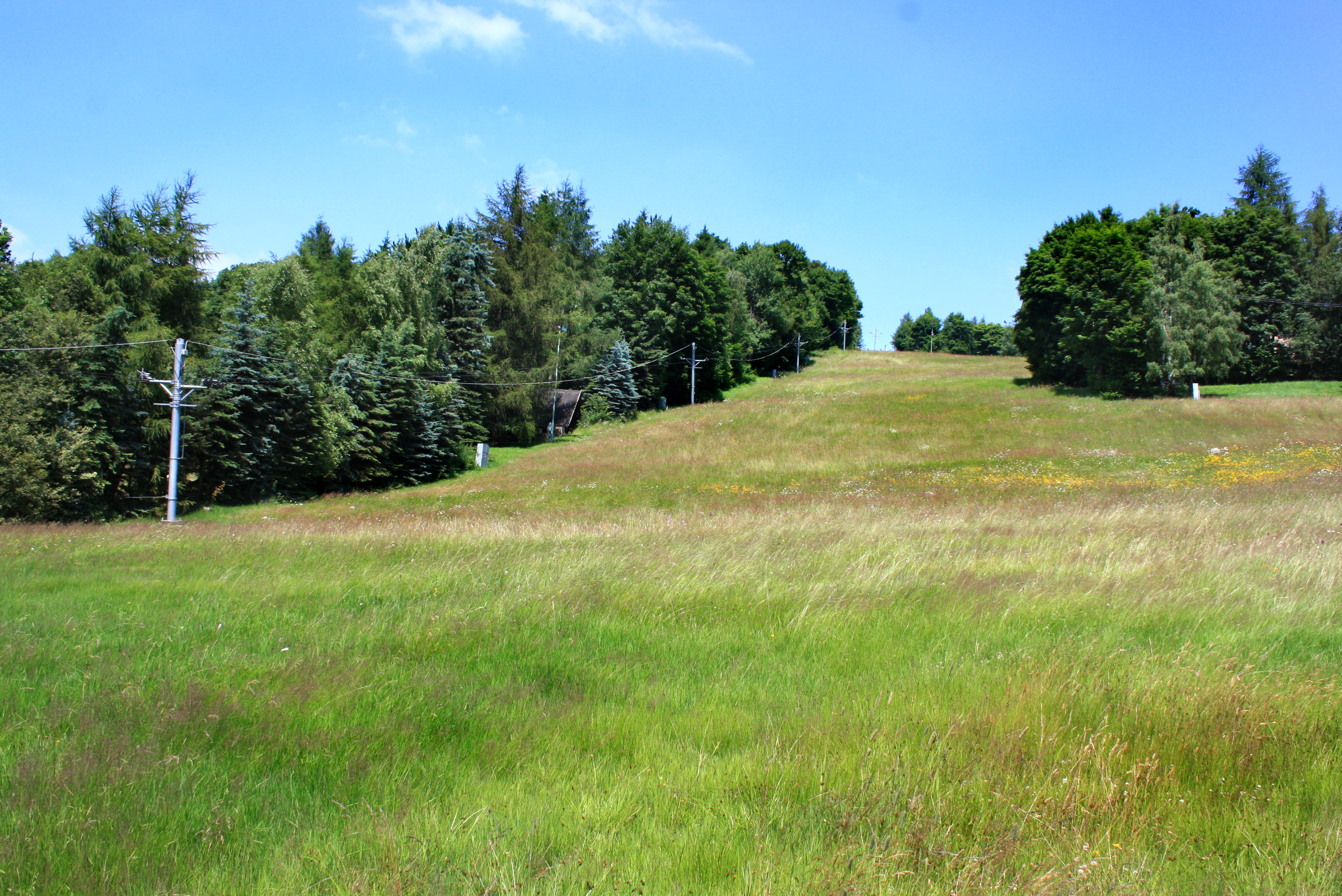
Sjezdovka

### Školství
V roce 1789 byla v Mezihoří otevřena malá jednotřídní škola s bytem učitele. Postupně byla rozšiřována, ale ve dvacátém století zanikla, a budova byla upravena na rekreační objekt.

### Sport
Od třicátých let dvacátého století se v Mezihoří pořádaly lyžařské běžecké závody a do konce čtyřicátých let zde fungoval skokanský můstek. V padesátých letech byly otevřeny dva lyžařské vleky a od sezóny 1999/2000 se sjezdovky uměle zasněžují.

## Pamětihodnosti
- Usedlost čp. 4, 8, 10, 25, 26
- Usedlost če. 34, pův. čp. 23
- Ve vesnici stojí kaple z roku 1900 a množství křížů, z nichž se zachoval pouze jeden u cesty pod horní částí vesnice.[14]